# Vapnearkî, Tomașpil
Vapnearkî (în ucraineană Вапнярки) este un sat în comuna Palanka din raionul Tomașpil, regiunea Vinnița, Ucraina.

## Demografie
Componența lingvistică a localității Vapnearkî
     Ucraineană (97,78%)
     Rusă (1,96%)
     Alte limbi (0,13%)
Conform recensământului din 2001, majoritatea populației localității Vapnearkî era vorbitoare de ucraineană (97,78%), existând în minoritate și vorbitori de rusă (1,96%).